# HMS Springaren (1961)
Pour les autres navires du même nom, voir HMS Springaren.
Le HMS Springaren est le sixième navire de la classe Draken de sous-marins de la marine royale suédoise.

## Construction et carrière
Le navire a été commandé à Kockums Mekaniska Verkstads AB à Malmö et sa quille a été posée en 1960. Le navire a été lancé le 31 août 1961 et mis en service le 7 novembre 1962.
Le 24 septembre 1980, le HMS Springaren a été extrêmement proche d’entrer en collision avec un sous-marin inconnu à l’est de Huvudskär. Au cours d’un exercice, il opérait avec l’un des hélicoptères de lutte anti-sous-marine de la Marine. L’opérateur des hydrophones sur le Springaren détecte un bruit. Cela ressemble à un cyclomoteur à grande vitesse. Les hélicoptères de liaison détectent également le visiteur et le classent immédiatement comme un sous-marin. L’incident a été suivi d’une chasse sous-marine de deux semaines.
Le navire a été désarmé le 1er octobre 1987. Il était un navire de peinture à Horsfjärd avant d’être ferraillé à Muskö en 1999.

## Galerie

HMS Springaren
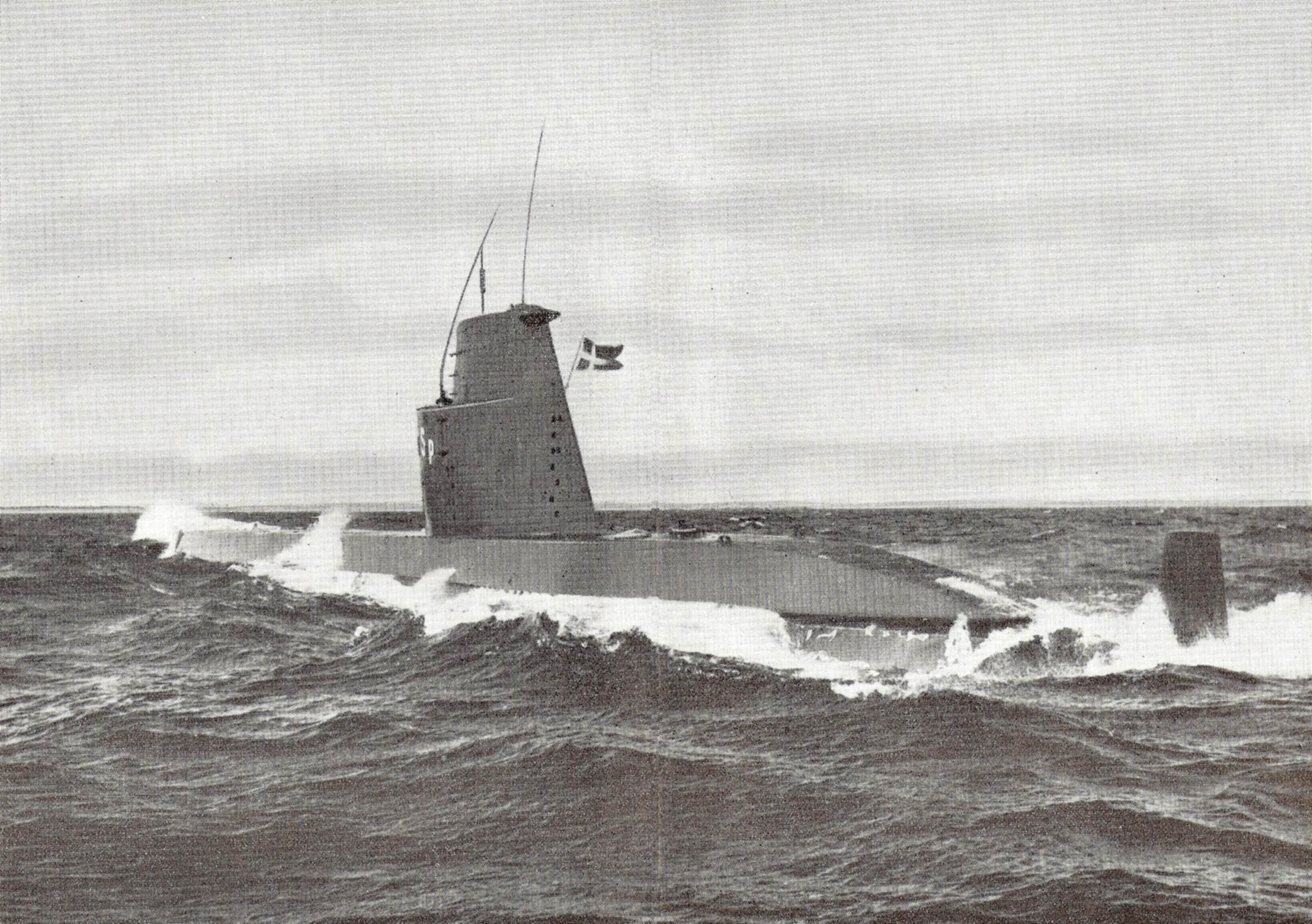
Le HMS Springaren en 1962.
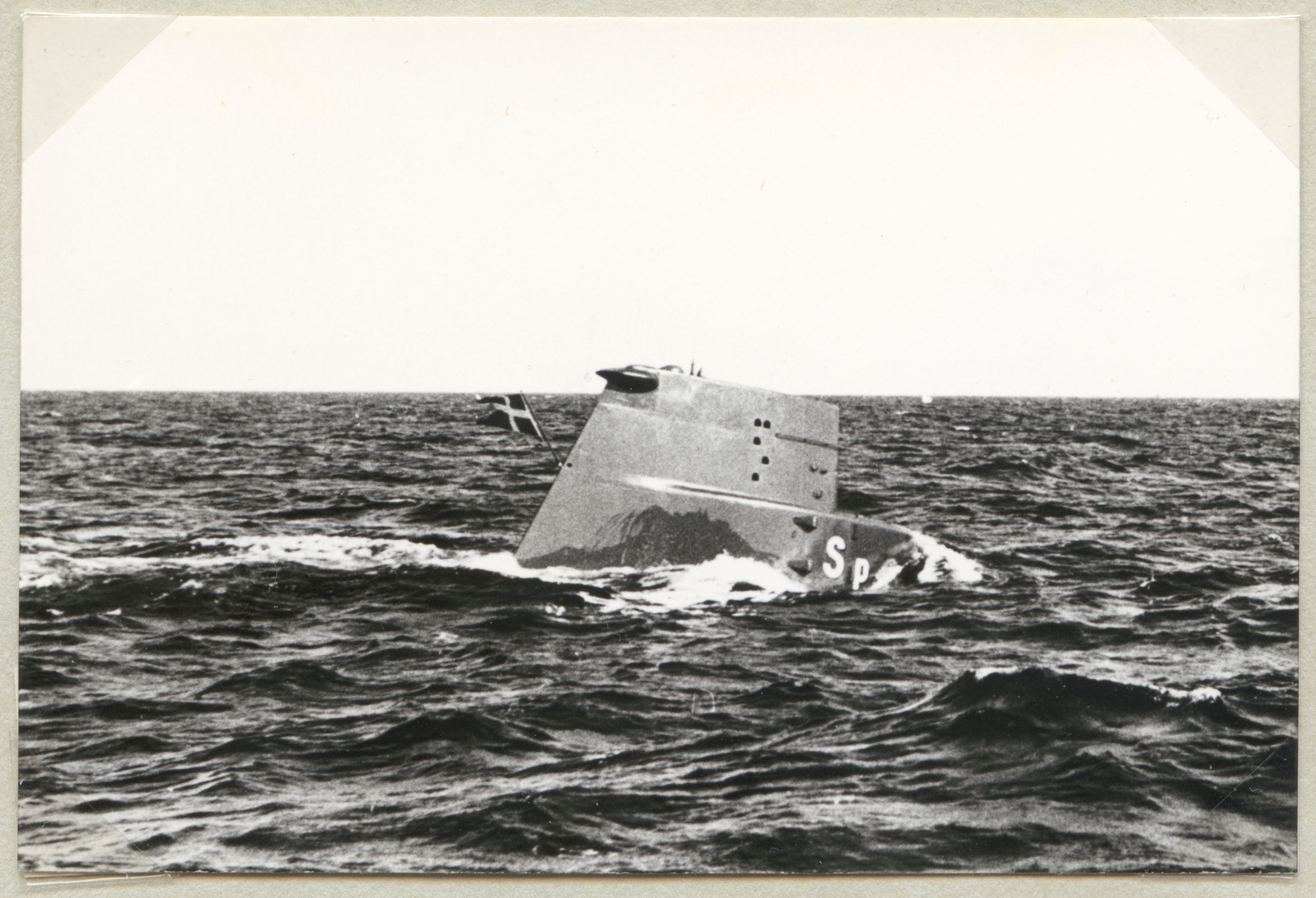
… en 1962.
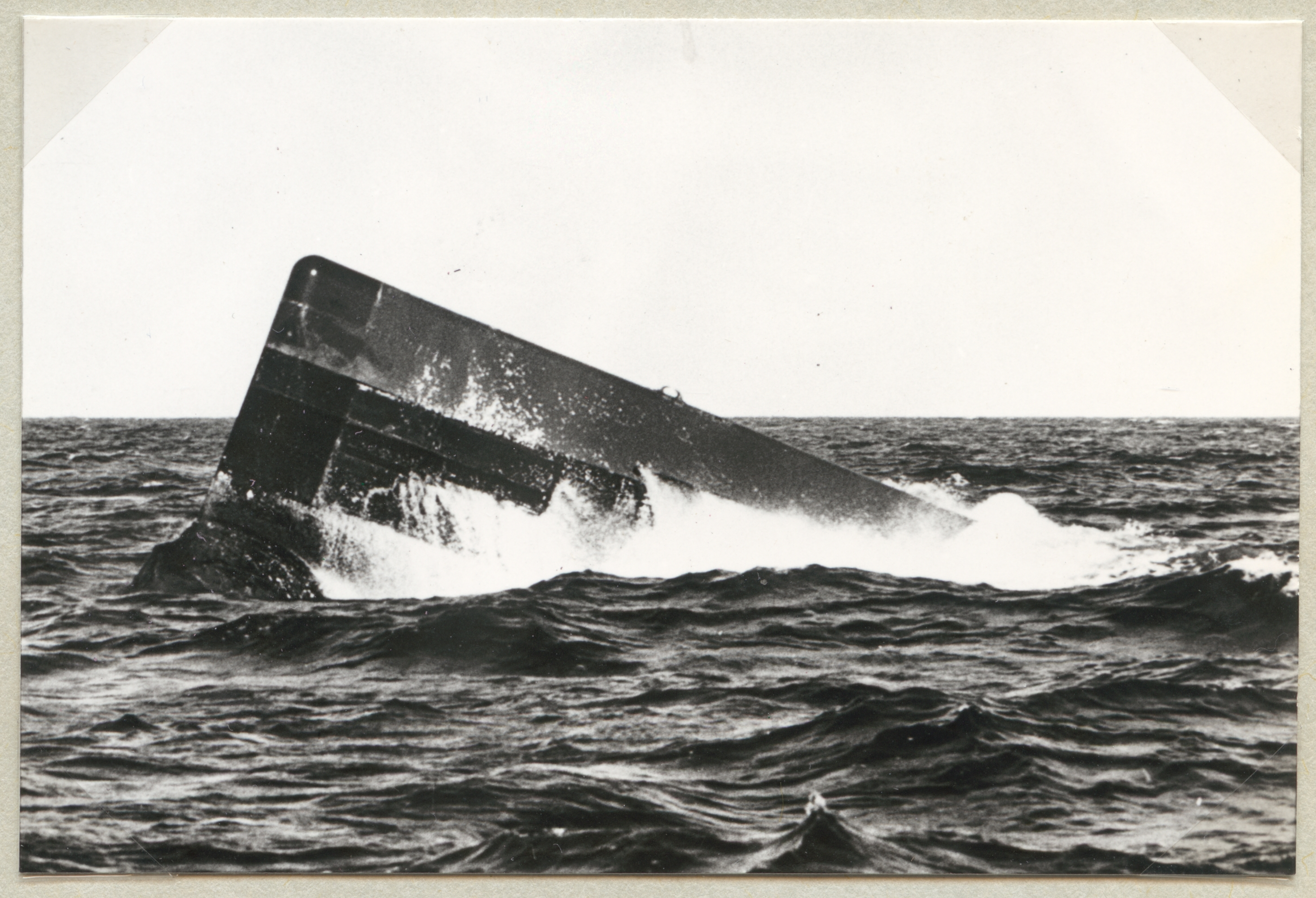
… en 1962.
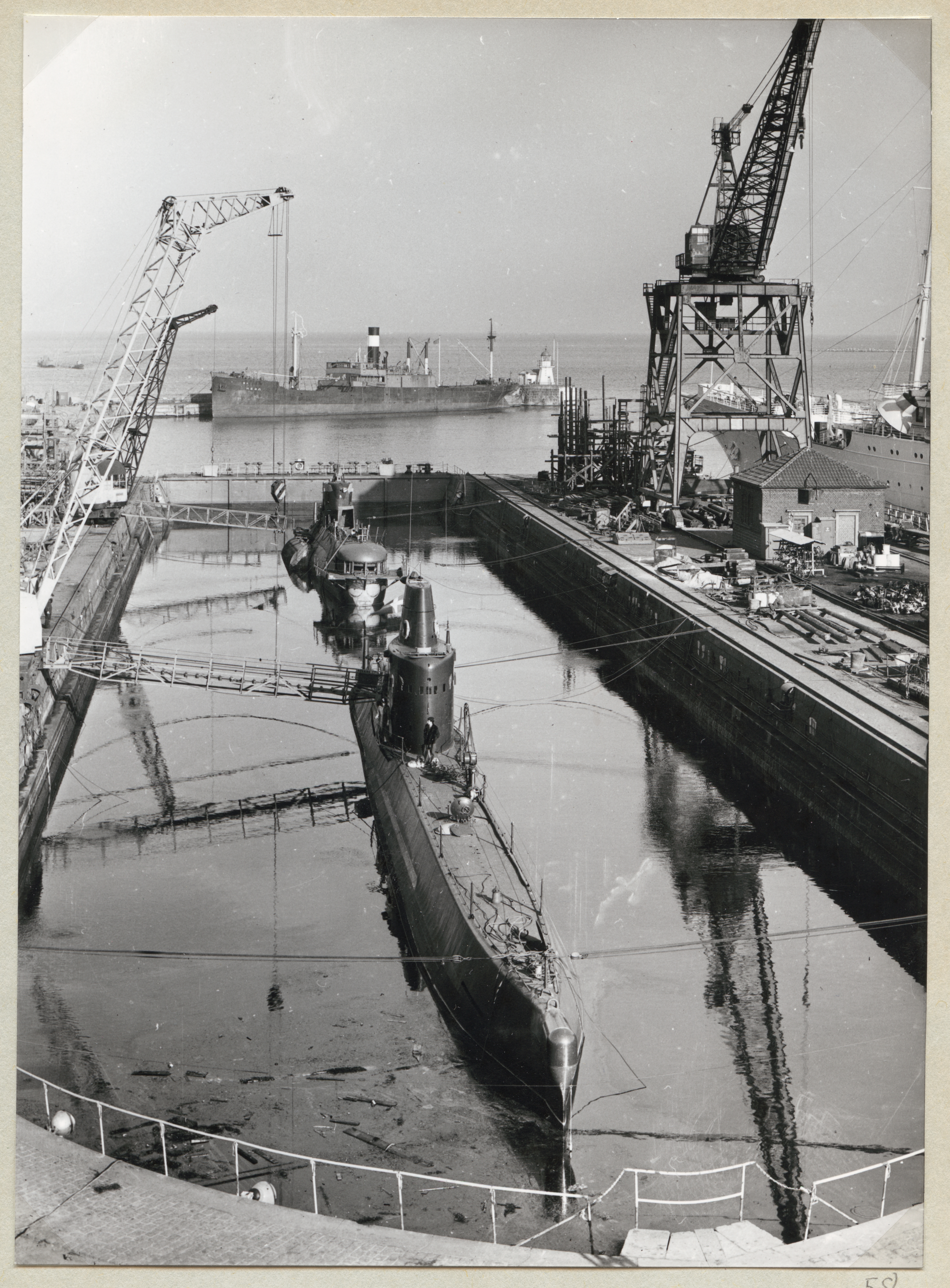
Le HMS Springaren en 1963.